# Olenecamptus hofmanni
Olenecamptus hofmanni es una especie de escarabajo longicornio del género Olenecamptus, categorizada en la tribu Dorcaschematini, de la subfamilia Lamiinae. Fue descrita por Quedenfeldt en 1882.

## Descripción
Mide 13-22 mm de longitud.

## Distribución
Se distribuye por Angola, Camerún, Costa de Marfil, Gabón, Ghana, Malaui, República Centroafricana, República Democrática del Congo, República del Congo, República Sudafricana, Tanzania, Transvaal y Zimbabue.